# لا بوئم
«لا بوئم» (به فرانسوی: La Bohème) ترانه‌ای از خوانندهٔ فرانسوی شارل آزناوور است. این قطعه که آهنگ امضای آزناوور به‌شمار می‌آید یکی از محبوب‌ترین ترانه‌های فرانسوی‌زبان است. «لا بوهم» را آزناوور به همراه ژاک پلانته (ترانه‌سرا) نوشته‌اند.
این قطعه در سال ۱۹۶۶ برای ۳ هفته پرفروش‌ترین ترانهٔ فرانسه بود و در ماه می همان سال در آرژانتین و برزیل، سومین و پنجمین ترانهٔ پرفروش روز بوده‌است. در اکتبر ۲۰۱۸ و در پی مرگ آزناوور، «لا بوئم» به مدت دو هفته جزو پرفروش‌ترین ترانه‌ها در ایالات متحده بود.

## محتوا
یک نقاش، خاطرات دوران جوانی و آتلیه‌اش در محلهٔ مون‌مارتر پاریس را مرور می‌کند، روزگاری که به‌همراه معشوقه‌اش، تهی‌دست و گرسنه اما دل‌خوش بودند. «لا بوئم» مرثیه‌ای بر گذر عمر و جوانی از دست رفته‌است. آزناوور این ترانه را نوعی وداع با خاطرات زندگی قلندرمآبانه در مون‌مارتر دانسته‌است.